# Amancio Ortega
Amancio Ortega Gaona (Busdongo de Arbas, León, 28 de marzo de 1936) es un empresario español dedicado al sector textil. Es el fundador, junto con su exesposa Rosalía Mera, y expresidente del grupo empresarial textil Inditex, cargo en el que le sucedió Pablo Isla, y de la cadena de tiendas de ropa más conocida del grupo: Zara. El 12 de noviembre de 2016, su fortuna alcanzó a superar los 71 000 millones de dólares. A finales de 2009 el Ministerio de Asuntos Exteriores y Cooperación le concedió la Gran Cruz de la Orden del Mérito Civil.

## Biografía

### Vida personal
Hijo de Antonio Ortega Rodríguez (oriundo de Valladolid) y de Josefina Gaona Hernández (oriunda de Valoria la Buena), su padre trabajaba de ferroviario en Busdongo de Arbas, provincia de León. Ortega nació en la plaza del Rincón de Busdongo en 1936, pero se trasladó con tres meses de edad a Tolosa (Guipúzcoa), donde su padre fue designado jefe de estación de RENFE. Vivió en la villa vasca hasta los doce años, aunque algunas de sus biografías oficiales dicen que solo lo hizo hasta los ocho. Estudiaba con Antonio, su hermano mayor, en el colegio de «los franceses», el Sagrado Corazón. Y vivieron en la plaza de Justicia, en el corazón de la villa. La familia Ortega dejó Tolosa rumbo a Galicia, nuevo destino del padre, y allí empezaría a tejerse el imperio Zara. Tuvo dos hijos con su primera esposa Rosalía Mera: Sandra, nacida en 1968 y Marcos, nacido en 1971 y afectado por una parálisis cerebral. Se casó en 2001 con Flora Pérez Marcote, madre de su otra hija, Marta, nacida el 10 de enero de 1984.
Tiene seis nietos, tres por parte de Sandra: Martiño, Antía y Uxía y tres de su hija Marta: Amancio (2013, de su matrimonio con Sergio Álvarez Moya), Matilda (2020, de su matrimonio con Carlos Torretta) y Manuel (2023, de su matrimonio con Carlos Torretta también).

### Trayectoria empresarial
Su carrera en el mundo del textil comienza a la edad de catorce años en La Coruña, como empleado de dos conocidas tiendas de ropa. Tras trabajar un tiempo en Santiago de Compostela, en 1963 crea la compañía Confecciones GOA, S.A. (sus iniciales en sentido inverso), dedicada a la fabricación de albornoces. El negocio crece progresivamente en esta década, siendo distribuido el producto a distintos países europeos. Su filosofía es la de ser no solo los vendedores, sino también los fabricantes y distribuidores. Sus biógrafos destacan como rasgos fundamentales de su carácter el individualismo, el gran poder de observación y su perfeccionismo.
En 1975 se abre la primera tienda de Zara en una céntrica calle de La Coruña, en la calle Juan Flórez, en la que vendería ropa para hombre, mujer y niño. En 1976 GOASAM se constituye como propietaria de Zara, y sus establecimientos comienzan a abrirse por toda España. Con el aumento del volumen de actividades de la empresa, en 1985 se crea el grupo Inditex.
En 1988, con su tienda en Oporto (Portugal), comienza su expansión internacional, la cual a principios de los 90 creció significativamente por Europa, América, Asia, Oriente Medio y norte de África. Ha creado firmas como Pull & Bear, Bershka, Lefties, Oysho, y ha adquirido el grupo Massimo Dutti (1995) y Stradivarius (1999). En 2001 saca a la bolsa su empresa Inditex, que actualmente es conocida por ser el primer grupo textil del mundo. Ha recibido críticas por contratar con proveedores situados en países como Bangladés, República Popular China, la India, Marruecos o Brasil y no divulgar los nombres de estas empresas, lo que ha motivado sospechas de explotación laboral.
Además del negocio textil, Ortega ha diversificado su iniciativa empresarial hacia otros sectores industriales como el inmobiliario, el financiero, los concesionarios de automóviles o la gestión de fondos de inversión.
En enero de 2011, Amancio anunció a sus trabajadores a través de una carta que abandona la presidencia del grupo Inditex.
Según la revista Forbes, el 23 de octubre de 2015 Amancio Ortega se colocó momentáneamente por delante de Bill Gates como persona más rica del mundo coincidiendo con el máximo bursátil en la historia de Inditex. Algo similar volvería a ocurrir durante unos minutos el 7 de septiembre de 2016.

## Patrimonio
La fortuna de Amancio Ortega en 2023 se calcula del orden de 81.800 millones de euros. Ha venido siendo considerado desde hace años como uno de los cinco hombres más ricos del mundo, aunque en la actualidad ha quedado fuera del top 10 de millonarios a nivel mundial.
Actualmente es el máximo accionista de Inditex, con casi el 60 %.
A través de la sociedad Pontegadea aglutina todo su patrimonio basado en la inversión inmobiliaria e inversiones financieras. Respecto al patrimonio inmobiliario, este se concentra en Madrid y Barcelona, situado en el eje de las principales calles de negocios de ambas ciudades, donde posee más de una veintena de inmuebles distribuidos por el paseo de la Castellana, Serrano, Recoletos, Ortega y Gasset (Madrid) y en el paseo de Gracia o Vía Layetana (Barcelona). Internacionalmente, también posee inmuebles en otras cinco grandes capitales europeas (París, Berlín, Roma, Lisboa y Londres).
En diciembre de 2019 Pontegadea adquirió el 5 % de la compañía energética Enagás por 281,64 millones de euros. En julio de 2021 se hacía con el mismo porcentaje de la también energética Red Eléctrica y con el 12 % de Redes Energéticas Nacionais, operadores de las redes eléctricas española y portuguesa respectivamente.
| Empresa                     | Capital  | Sociedad                                                                 | Participación |
| --------------------------- | -------- | ------------------------------------------------------------------------ | ------------- |
| Inditex                     | 59,294 % | Gartler, S. L. (hasta el 2011) Actualmente Pontegadea Inversiones, S. L. | 50,010 %      |
| Inditex                     | 59,294 % | Partler Participaciones, S. L.                                           | 9,284 %       |
| Telxius                     | 30 %     | Pontegadea Inversiones, S. L.                                            | 30 %          |
| Enagás                      | 5,001 %  | Pontegadea Inversiones, S. L.                                            | 5,001 %       |
| Red Eléctrica               | 5,001 %  | Pontegadea Inversiones, S. L.                                            | 5,001 %       |
| Redes Energéticas Nacionais | 12,006 % | Pontegadea Inversiones, S. L.                                            | 12,006 %      |

### Filantropía
En 2001 crea la Fundación Amancio Ortega, institución privada sin ánimo de lucro con sede en Arteijo (La Coruña), que pretende promover distintos tipos de actividades, fundamentalmente en el campo de la educación y la asistencia social. Entre otras acciones, a través de esta fundación donó en octubre de 2012 20 millones de euros a Cáritas, que es la mayor donación que ha recibido la ONG en su historia. Esta misma fundación tiene también un programa de becas para estudiar Primero de Bachillerato en Canadá y Estados Unidos, abierto a nivel nacional. Durante el curso escolar 2016/17 hubo 500 becados repartidos por ambos países, 250 en territorio canadiense y otros 250 en suelo estadounidense.
En marzo de 2017, con ocasión del 81.er cumpleaños de su fundador, la fundación anunció su mayor donación hasta la fecha: 320 millones de euros a la sanidad pública para combatir el cáncer. La donación supone una extensión de otra de 17 millones realizada en 2015 para hospitales de Galicia y Andalucía, y sirvió para la adquisición y mantenimiento, en hospitales de toda España, de más de 290 equipos de última generación en la detección y tratamiento de distintos tipos de cáncer.
En julio de 2017, la Asociación Española de Fundaciones (AEF) ha galardonado en su segunda edición de los Premios AEF a Amancio Ortega en la categoría de Iniciativa Filantrópica 2017.
En noviembre de 2024, creó un fondo de 100 millones de euros para combatir los efectos de la Dana en la población más afectada de Valencia.